# Auguste Albaret
Pour les articles homonymes, voir Albaret.
Bernard Albaret, dit Auguste, est un ingénieur et inventeur français. Né à Dax le 10 juillet 1824, il est décédé à Rantigny le 24 janvier 1891,.

## Biographie
Fils de Pierre Albaret (1795-1868), cordonnier, et de Jeanne Marcadieu (1796-1871), ancien élève de l'École des Arts et Métiers (Angers, 1840) dont il sort troisième, il devient ingénieur en chef aux chemins de fer espagnols et portugais, puis prend la suite de Duvoir (1861) à la tête d'une entreprise spécialisée dans le matériel de battage à Rantigny.
Il se marie à Paris, le 23 juillet 1855, avec Marie Amélie Terral (1835-1931).
Chevalier de la Légion d'honneur, le 20 octobre 1878.

## Inventions
On lui doit la construction et le perfectionnement  de moissonneuses, de tracteurs et de faucheuses et l'invention de la première batteuse à céréales.
La société qui s'établit ensuite à Liancourt produisit aussi des wagons de chemin de fer, du matériel automobile et des rouleaux compresseurs.

## Littérature
Jules Verne le cite dans sa nouvelle Une ville idéale.